# Gale (Vorname)
Gale ist ein meist weiblicher, seltener auch männlicher Vorname.

## Herkunft und Bedeutung
Der Vorname Gale ist eine Variante des Vornamen Gail, der als weiblicher Vorname von Abigail hergeleitet wird.

## Namensträgerinnen
- Gale Benson (1944–1972), britisches Model
- Gale Fitzgerald (* 1951), US-amerikanische Fünfkämpferin und Hürdenläuferin
- Gale Garnett (* 1942), Popmusiksängerin, Schauspielerin und Autorin aus Neuseeland
- Gale Hess (1955–2012), US-amerikanische Jazzviolinistin
- Gale Anne Hurd (* 1955), US-amerikanische Filmproduzentin
- Gale Norton (* 1954), US-amerikanische Politikerin (Republikaner)
- Gale Page (1913–1983), US-amerikanische Schauspielerin
- Gale Rigobert, Politikerin von Saint Lucia
- Gale Sondergaard (1899–1985), US-amerikanische Schauspielerin dänischer Abstammung
- Gale Storm (Josephine Owaissa Cottle; 1922–2009), US-amerikanische Schauspielerin und Sängerin

## Namensträger
- Gale Bruno van Albada (1912–1972), niederländischer Astronom
- Gale Agbossoumonde (* 1991), togoisch-amerikanischer Fußballspieler
- Gale Gordon (1906–1995), US-amerikanischer Schauspieler
- Gale Hansen (* 1960), US-amerikanischer Schauspieler
- Gale Harold (* 1969), US-amerikanischer Schauspieler
- Gale W. McGee (1915–1992), US-amerikanischer Politiker (Demokrat)
- Gale Sayers (1943–2020), US-amerikanischer American-Football-Spieler
- Gale Schisler (1933–2020), US-amerikanischer Politiker (Demokrat)
- Gale H. Stalker (1889–1985), US-amerikanischer Politiker (Republikaner)
- Gale Tattersall (* 1948), britischer Kameramann